# Mount Aetna
Mount Aetna és una concentració de població designada pel cens dels Estats Units a l'estat de Maryland. Segons el cens del 2000 tenia 838 habitants.

## Demografia
Segons el cens del 2000, Mount Aetna tenia 838 habitants, 286 habitatges, i 233 famílies. La densitat de població era de 83,2 habitants per km².
Dels 286 habitatges en un 35,3% hi vivien nens de menys de 18 anys, en un 73,4% hi vivien parelles casades, en un 4,5% dones solteres, i en un 18,5% no eren unitats familiars. En el 12,2% dels habitatges hi vivien persones soles el 4,5% de les quals corresponia a persones de 65 anys o més que vivien soles. El nombre mitjà de persones vivint en cada habitatge era de 2,88 i el nombre mitjà de persones que vivien en cada família era de 3,13.
Per edats la població es repartia de la següent manera: un 27,7% tenia menys de 18 anys, un 6,4% entre 18 i 24, un 30% entre 25 i 44, un 27,7% de 45 a 60 i un 8,2% 65 anys o més.
L'edat mediana era de 38 anys. Per cada 100 dones de 18 o més anys hi havia 95,5 homes.
La renda mediana per habitatge era de 48.523 $ i la renda mediana per família de 52.344 $. Els homes tenien una renda mediana de 40.750 $ mentre que les dones 31.250 $. La renda per capita de la població era de 21.435 $. Entorn del 3% de les famílies i el 4% de la població estaven per davall del llindar de pobresa.

## Poblacions més properes
El següent diagrama mostra les poblacions més properes.